# Alano III di Bretagna
Alano III detto Rebrit (in bretone: Alan; in francese Alain III dit Rebrit; 997 – Vimoutiers, 1º ottobre 1040) fu duca di Bretagna e conte di Rennes, dal 1008 fino alla sua morte.
Egli e il fratello Oddone appaiono in alcune cronache "monarchi dei Bretoni" (Britannorum monarchi), altre cronache indicano Alano III come Roué Breiz (re di Bretagna).

## Origine
Alano, secondo il monaco e cronista normanno, Guglielmo di Jumièges, nella sua Historiæ Normannorum Scriptores Antiqui, era il figlio primogenito del conte di Rennes e duca di Bretagna, Goffredo I Berengario e della moglie, Havoise di Normandia (980 circa - 21 febbraio 1034), che, secondo Guglielmo di Jumiège, era la figlia di Riccardo I Senza Paura Jarl (equiparabile al nostro conte) dei Normanni e conte di Rouen, e della moglie, Gunnora (950-5 gennaio 1031), di cui non si conoscono i nomi degli ascendenti, ma di nobile famiglia di origine vichinga (Gunnor ex nobilissima Danorum prosapia ortam); i genitori di Havoise sono confermati anche dal monaco e cronista inglese, Orderico Vitale. Però i religiosi e cronisti normanni Dudone di San Quintino e Roberto di Torigni sostengono che alla nascita Havoise fosse figlia naturale, in quanto l'unione di Riccardo I Senza Paura e di Gunnora era stata fatta secondo il more danico o uso vichingo, pagano, senza cerimonia religiosa e che il matrimonio religioso fu celebrato in un secondo tempo.
Goffredo I Berengato, secondo La chronique de Nantes, era figlio del conte di Rennes e duca di Bretagna, Conan I il Torto e della moglie, Ermengarda d'Angiò (come ci viene confermato dal monaco Rodolfo il Glabro, uno dei maggiori cronisti d'età medievale), figlia del terzo Conte di Angiò, Goffredo I Grisegonelle e di Adele di Vermandois (ca. 950 - † 974), figlia di Roberto di Vermandois, conte di Meaux e di Troyes. La paternità di Conan I viene confermata anche dalla Ex Chronico Sancti Michaelis in periculo maris e dal Chartularium abbatiae Sancti Salvatoris Rotonensis.

## Biografia
Suo padre, Goffredo I morì nel 1008, mentre si recava in pellegrinaggio a Roma, sia secondo il Chronicon Kemperlegiense (dum pergeret Romam), che secondo il Chronico Sancti Michaelis in periculo maris (dum pergeret Romam causa orationis); mentre il documento n° CCXCVI del Chartularium abbatiae Sancti Salvatoris Rotonensis, datato 1026, ricorda che Goffredo (Gaufridus, Conani Curvi filius) fu ucciso in combattimento.
Alano, di circa undici anni, quindi minorenne, succedette al padre, sotto la tutela della madre, Havoise, che ottenne la reggenza del ducato mentre suo zio (il fratello di Havoise), Riccardo II di Normandia si incaricò di proteggerlo.
In quello stesso 1008, dopo la morte del marito, Goffredo I, secondo il documento n° 1 del Recueil d´actes inédites des ducs et princes de Bretagne, Havoise assieme ai due figli, Alano III e Oddone I di Penthièvre, restaurarono l'abbazia di Saint-Méen.
Alcuni anni dopo, ancora, secondo un documento del Recueil d´actes inédites des ducs et princes de Bretagne, il n° II, Havoise assieme ai due figli, Alano III e Oddone I, fondò una abbazia a Redon. In questo documento i due fratelli sono citati come se governassero di comune accordo (Alanus et Egio Britannorum monarchi).
Nel 1018 Alano sposò Berta di Blois, figlia di Oddone II di Blois e di Ermengarda d'Alvernia.
Nel 1026 suo cugino Riccardo III di Normandia morì lasciando il ducato al fratello minore Roberto I di Normandia e Alano s'approfittò dei tumulti che scoppiarono per liberarsi dalla sovranità dei normanni..
Tra il 1028 ed il 1030, secondo il Cartulaire de l'abbaye de Saint-Georges de Rennes, Alano (Alanus Britannice gentis dux atque princeps) fondò l'abbazia di Saint-Georges de Rennes.
Attorno al 1030 Roberto I di Normandia attaccò Dol-de-Bretagne e la rappresaglia che Alano fece su Avranches fu respinta con la conseguenza che fra i due si consumarono diverse incursioni ai danni l'uno dell'altro. Quando si prospettò un'invasione della Bretagna via terra e via mare Roberto d'Évreux mediò una tregua fra i suoi due nipoti che venne sottoscritta a Le Mont-Saint-Michel dove Alano giurò fedeltà a Roberto.
In quel periodo, Alano prestò anche soccorso ad Eriberto I del Maine nella sua lunga disputa contro il vescovo di Mans, Avesgaudo (Avesgaud de Bellême † 1036), che aveva lanciato l'interdetto sulla contea del Maine. Insieme attaccarrono il castello di Avesgaud presso la cittadina di La Ferté-Bernard distruggendo il maniero e costringendo Avesgaud alla fuga.
Nel 1035, secondo Orderico Vitale, Roberto partì per la Terra santa e nominò Alano custode per il suo giovane figlio Guglielmo insieme ad altri tre membri: Gilberto, conte di Brionne, Osberno di Crepòn, siniscalco del ducato e Toroldo di Neufmarche, precettore di Guglielmo e probabilmente, connestabile del ducato.
Ma sulla via del ritorno, sempre in quell'anno, presso Nicea, il duca Roberto, cugino di Alano, morì; duca di Normandia divenne il figlio di Roberto, Guglielmo, di otto anni e la custodia del giovane Guglielmo rimase a lui e a Gilberto, Conte di Brionne che tentarono di tenere la Normandia insieme; essi misero il loro cugino Mauger (figlio di Riccardo II) al seggio arcivescovile di Rouen mentre suo fratello Guillaume di Talou fu creato conte di Arques nel tentativo di guadagnare il loro supporto per sostenere il giovane Guglielmo.
Dopo la morte della madre, Havoise, nel 1034, l'armonia tra i due fratelli venne meno e, nel 1035, a Oddone fu assegnato un territorio, nella parte nord del ducato, che comprendeva le diocesi di Dol, Saint Malo, Saint Brieuc e Tréguier, e gli fu assegnato il titolo di Conte di Penthièvre; infatti, nel 1037, i due fratelli controfirmarono il documento n° 13 delle Chartes de Saint-Julien de Tours (1002-1227) come Alano duca (Alanus dux) e Oddone fratello del duca (Eudonis fratris Alani ducis Britannorum).
Il 1º ottobre 1040, mentre assediava un castello ribelle nei pressi di Vimoutiers Alano morì improvvisamente e, se si presta fede ad Orderico Vitale, fu avvelenato dagli stessi normanni(anche Gilberto di Brionne venne ucciso mentre cavalcava con degli amici, in quello stesso anno). La morte di Alano III, nel 1040, è documentata anche dallo Ex Chronico Britannico.
Ad Alano III succedette il figlio Conan II, ancora minorenne, sotto tutela della madre, Berta di Blois, e la reggenza dello zio, Oddone. La moglie, Berta, dopo che il figlio, Conan II, divenne maggiorenne, ancora secondo Orderico Vitale, andò in sposa al conte del Maine, Ugo IV.

## Matrimonio e figli
Alano III, secondo il Chronicon Kemperlegiense, aveva sposato Berta di Blois, figlia del conte di Blois, di Chartres, di Châteaudun, di Tours, di Provins, di Reims, di Meaux e di Troyes, Oddone II e della moglie, Ermengarda d'Alvernia (?- dopo il 1042), che era figlia, secondo la Flandria Generosa, del Conte d'Alvernia, Guglielmo IV e della moglie, Umberga o Ermengarda, che era la sorellastra della regina di Francia, Costanza d'Arles (Gostantia regina Francorum et Ermengardis comitissa Arvernensis sorores fuerunt), mentre secondo lo storico, chierico, canonista e bibliotecario francese, Étienne Baluze, nella sua Histoire généalogique de la maison d'Auvergne di Umberga (o Ermengarda) non si conoscono gli ascendenti, mentre l'Ermengarda, sorellastra di Costanza d'Arles, è la moglie del conte d'Alvernia, Roberto I.
Dal matrimonio di Alano e Berta nacquero due figli:
- Havoise[30] (1027–1072), duchessa di Bretagna e contessa di Rennes, assieme a marito, Hoel II, dal 1066 alla morte;
- Conan[34] (ca. 1030–1066), duca di Bretagna e conte di Rennes dal 1040 alla morte.

Da una concubina, di cui non si conoscono né il nome né gli ascendenti, ebbe un figlio:
- Goffredo Grenonat il Baffuto[35] ( † 1084) – conte di Rennes dal 1066 alla morte

## Ascendenza
|                         |                          |                    | Genitori              |  |  | Nonni |  |  | Bisnonni            |  |  | Trisnonni                 |  |
|                         |                          |                    |                       |  |  |       |  |  | Judicael Berengario |  |  | Berengario II di Neustria |  |
|                         |                          |                    |                       |  |  |       |  |  | Judicael Berengario |  |  | Berengario II di Neustria |  |
|                         |                          | …                  |                       |  |  |       |  |  | Judicael Berengario |  |  |                           |  |
| Conan I di Bretagna     |                          |                    |                       |  |  |       |  |  | Judicael Berengario |  |  |                           |  |
|                         |                          | Gerberga           | …                     |  |  |       |  |  |                     |  |  |                           |  |
|                         |                          | Gerberga           | …                     |  |  |       |  |  |                     |  |  |                           |  |
|                         |                          | Gerberga           | …                     |  |  |       |  |  |                     |  |  |                           |  |
| Goffredo I di Bretagna  |                          | Gerberga           |                       |  |  |       |  |  |                     |  |  |                           |  |
|                         |                          | Goffredo I d'Angiò | Folco II d'Angiò      |  |  |       |  |  |                     |  |  |                           |  |
|                         |                          | Goffredo I d'Angiò | Folco II d'Angiò      |  |  |       |  |  |                     |  |  |                           |  |
|                         |                          | Goffredo I d'Angiò | Gerberga              |  |  |       |  |  |                     |  |  |                           |  |
| Ermengarda d'Angiò      |                          | Goffredo I d'Angiò |                       |  |  |       |  |  |                     |  |  |                           |  |
|                         |                          | Adele di Troyes    | Roberto di Vermandois |  |  |       |  |  |                     |  |  |                           |  |
|                         |                          | Adele di Troyes    | Roberto di Vermandois |  |  |       |  |  |                     |  |  |                           |  |
|                         |                          | Adele di Troyes    | Adeliaide di Borgogna |  |  |       |  |  |                     |  |  |                           |  |
| Alano III di Bretagna   |                          | Adele di Troyes    |                       |  |  |       |  |  |                     |  |  |                           |  |
|                         | Guglielmo I di Normandia | Rollone            |                       |  |  |       |  |  |                     |  |  |                           |  |
|                         | Guglielmo I di Normandia | Rollone            |                       |  |  |       |  |  |                     |  |  |                           |  |
|                         | Guglielmo I di Normandia | Poppa di Bayeux    |                       |  |  |       |  |  |                     |  |  |                           |  |
| Riccardo I di Normandia | Guglielmo I di Normandia |                    |                       |  |  |       |  |  |                     |  |  |                           |  |
|                         |                          | Sprota             | …                     |  |  |       |  |  |                     |  |  |                           |  |
|                         |                          | Sprota             | …                     |  |  |       |  |  |                     |  |  |                           |  |
|                         |                          | Sprota             | …                     |  |  |       |  |  |                     |  |  |                           |  |
| Havoise di Normandia    |                          | Sprota             |                       |  |  |       |  |  |                     |  |  |                           |  |
|                         |                          | …                  | …                     |  |  |       |  |  |                     |  |  |                           |  |
|                         |                          | …                  | …                     |  |  |       |  |  |                     |  |  |                           |  |
|                         |                          | …                  | …                     |  |  |       |  |  |                     |  |  |                           |  |
| Gunnora di Normandia    |                          | …                  |                       |  |  |       |  |  |                     |  |  |                           |  |
|                         |                          | …                  | …                     |  |  |       |  |  |                     |  |  |                           |  |
|                         |                          | …                  | …                     |  |  |       |  |  |                     |  |  |                           |  |
|                         |                          | …                  | …                     |  |  |       |  |  |                     |  |  |                           |  |
|                         |                          | …                  |                       |  |  |       |  |  |                     |  |  |                           |  |

### Fonti primarie
- (LA) Monumenta Germaniae Historica, Scriptores, tomus IX. URL consultato il 1º marzo 2020 (archiviato dall'url originale il 13 giugno 2018)..
- (LA) Rerum Gallicarum et Francicarum Scriptores, tomus X..
- (LA) Rerum Gallicarum et Francicarum Scriptores, tomus XII..
- (LA) Recueil d´actes inédites des ducs et princes de Bretagne..
- (LA) Ordericus Vitalis, Historia Ecclesiastica, vol. II..
- (LA) Ordericus Vitalis, Historia Ecclesiastica, vol. unicum..
- (LA) Rodulfi Glabri Cluniacensis, Historiarum Sui Temporis, Libri Quinque (PDF)..
- (LA) La chroniques de nantes..
- (LA) Cartulaire de l'abbaye de Redon en Bretagne..
- (LA) Chartes de Saint-Julien de Tours (1002-1227)..
- (LA) Cartulaire de l'abbaye de Saint-Georges de Rennes..
- (LA) Stephani Baluzii Miscellaneorum, Liber I..
- (LA) Historiæ Normannorum Scriptores Antiqui..

### Letteratura storiografica
- Louis Halphen, "Francia: gli ultimi carolingi e l'ascesa di Ugo Capeto (888-987)", cap. XX, vol. II (L'espansione islamica e la nascita dell'Europa feudale) della Storia del Mondo Medievale, 1999, pp. 636–661.
- Louis Halphen, "La Francia dell'XI secolo", cap. XXIV, vol. II (L'espansione islamica e la nascita dell'Europa feudale) della Storia del Mondo Medievale, 1999, pp. 770–806.
- (FR) Histoire de Bretagne, de l'année 754 a l'année 995 di Arthur Le Moyne de La Borderie. URL consultato il 31 gennaio 2020 (archiviato dall'url originale il 4 settembre 2014)..
- (FR) Lobineau, G. A. (1707) Histoire de Bretagne (Paris), Tome I..
- (FR) La chroniques de nantes..
- (FR) Baluze, Histoire généalogique de la maison d'Auvergne, tome1..